# S/S Hansa (1899)
S/S Hansa var ett svenskt passagerarfartyg som sänktes av den sovjetiska ubåten L-21 den 24 november 1944 mellan Nynäshamn och Visby. 84 personer omkom och två överlevde. Hansa byggdes 1899 vid William Lindbergs varv i Stockholm och hade trafikerat linjen mellan Gotland och fastlandet i 45 år när hon sjönk.

## Historik
Hansa var byggd 1899 vid W. Lindbergs Varvs- och Verkstads AB i Stockholm för Ångfartygs AB Gotland. Hon ersatte S/S Klintehamn som bolagets isbrytare och var vitmålad för att markera att hon skulle fungera som både passagerarfartyg och turistångare. Hansa försågs med såväl en andra klass matsalong under och en första klass matsalong över däck. Hansa gick i trafik längs den yttre leden via Kanholmsfjärden och Mysingen till Nynäshamn då fartyget var för långt för Södertälje kanals södra slussar. För att öka lastkapaciteten förlängdes Hansa 1904 från en längd av 41,9 meter till 47,91 meter. Från 1907 hade Södertälje kanals slussar byggts om och förlängts och Hansa sattes nu in på rutten Stockholm–Södertälje–Nynäshamn–Norrköping–Visby och Visby–Kalmar.
Genom torpederingen av fartyget fick Sverige landssorg. Sänkningen av Hansa var i fråga om antalet omkomna den mest omfattande på en och samma gång under andra världskriget för Sverige.[källa behövs] De enda beskrivna förlisningar som kan komma i närheten av S/S Hansas är möjligen när lejdbåten M/S Venezuela torpederades i Nordatlanten den 17 april 1941.[källa behövs] Där omkom 49 personer. Hansa lokaliserades den 15 juni 1988 med hjälp av forskningsfartyget Altair nära 7 kilometer från den officiella förlisningspositionen.

## Torpederingen av Hansa
En för svenskt vidkommande dramatisk händelse under andra världskriget inträffade tidigt på morgonen den 24 november 1944 då det svenska passagerarfartyget Hansa förliste på resa mellan Nynäshamn och Visby. Fartyget ägdes av Ångfartygsaktiebolaget Gotland och hade kl 23.30 föregående kväll avgått från Nynäshamn som ordinarie nattbåt till Visby dit man beräknades anlända kl 07.30 påföljande morgon. Kl 05.57 skakades fartyget av en våldsam explosion. Hela fartyget klövs i två delar och sjönk inom loppet av några få minuter. Hansa hade träffats av en torped som avlossats av den sovjetiska ubåten L-21 under befäl av Sergej Sergejevitj Mogilevskij. Endast två av de 86 ombordvarande personerna överlevde - andrestyrman, sedermera befälhavaren på flera Gotlandsbåtar, Arne Thuresson och officeren, kapten, sedermera general, Arne Mohlin. De lyckades rädda sig upp på en livflotte som kl 12.10 upptäcktes av passagerarplanet "Örnen" från ABA på väg från Stockholm till Visby. De båda skeppsbrutna undsattes genast av den svenska minsveparen Landsort. På regeringens initiativ tillsattes en utredning för att klarlägga orsaken till explosionen. Utredningen antog namnet Hansakommissionen och till sin hjälp tog man expertis från marinen och utredningspersonal från Statens kriminaltekniska anstalt (SKA).

### Torpedsprängning
I ett tidigt skede av utredningen stod det klart att förlisningen orsakats av torpedsprängning. Hansakommissionen avlämnade sin slutrapport den 12 maj 1945 där man fastslår att förlisningen orsakats av en torped som avskjutits från ett främmande fartyg och att händelsen krävde 84 svenska medborgares liv. Yngsta offret var den sexåriga Visbyflickan Britt Karlsson.